# Salen (Fagerhults socken, Småland)
Salen är en sjö i Högsby kommun i Småland och ingår i Emåns huvudavrinningsområde. Sjön är 35,7 meter djup, har en yta på 2,85 kvadratkilometer och befinner sig 149,1 meter över havet. Vid provfiske har bland annat abborre, braxen, gers och gädda fångats i sjön.

## Delavrinningsområde
Salen ingår i det delavrinningsområde (634112-149404) som SMHI kallar för Utloppet av Salen. Medelhöjden är 162 meter över havet och ytan är 16,07 kvadratkilometer. Räknas de 5 avrinningsområdena uppströms in blir den ackumulerade arean 120,4 kvadratkilometer. Nötån som avvattnar avrinningsområdet har biflödesordning 2, vilket innebär att vattnet flödar genom totalt 2 vattendrag innan det når havet efter 79 kilometer. Avrinningsområdet består mestadels av skog (74 procent). Avrinningsområdet har 2,82 kvadratkilometer vattenytor vilket ger det en sjöprocent på 17,5 procent.

## Fisk
Vid provfiske har följande fisk fångats i sjön:
- Abborre
- Braxen
- Gärs
- Gädda
- Löja
- Mört
- Sik